# Bruno Belčić
Bruno Belčić (* 13. November 2000) ist ein kroatischer Leichtathlet, der im Mittelstrecken- und Hindernislauf an den Start geht.

## Sportliche Laufbahn
Erste internationale Erfahrungen sammelte Bruno Belčić im Jahr 2018, als er bei den U20-Balkan-Meisterschaften in Istanbul in 9:22,62 min den vierten Platz im 3000-Meter-Hindernislauf belegte. Anschließend gelangte er bei den Balkan-Meisterschaften in Stara Sagora mit 10:02,08 min auf Rang neun. Im Jahr darauf erreichte er bei den U20-Balkan-Meisterschaften in Istanbul nach 4:04,01 min Rang fünf im 1500-Meter-Lauf und verpasste dann im Juli bei den U20-Europameisterschaften in Borås mit 9:19,90 min den Finaleinzug im Hindernislauf. Anschließend belegte er bei den Balkan-Meisterschaften in Prawez in 10:57,42 min den siebten Platz. 2020 wurde er bei den Balkan-Meisterschaften in Cluj-Napoca in 9:15,12 min Sechster im Hindernislauf und im Jahr darauf kam er bei den U23-Europameisterschaften in Tallinn im Vorlauf nicht ins Ziel. 2022 belegte er bei den Balkan-Hallenmeisterschaften in Istanbul in 3:51,56 min den sechsten Platz über 1500 Meter. Im Juni gewann er bei den Freiluftmeisterschaften in Craiova in 8:57,03 m die Silbermedaille im Hindernislauf hinter dem Türken Hilal Yego und im September belegte er bei den U23-Mittelmeer-Meisterschaften in Pescara in 8:58,91 min den fünften Platz. Im Jahr darauf wurde er bei der 2. Liga der Team-Europameisterschaft im Rahmen der Europaspiele in Chorzów in 8:56,61 min Vierter. 2024 kam er bei den Balkan-Meisterschaften in Izmir nicht ins Ziel und im Jahr darauf wurde er bei der 2. Liga der Team-Europameisterschaft in Maribor in 9:01,22 min Sechster. Anschließend verpasste er bei den World University Games in Bochum mit 8:54,75 min den Finaleinzug. 
In den Jahren von 2020 bis 2022 wurde Bruno Belčić kroatischer Meister im 3000-Meter-Hindernislauf und 2022 wurde er Hallenmeister über 1500 Meter.

## Persönliche Bestleistungen
- 1500 Meter: 3:53,96 min, 14. Juni 2022 in Maribor
  - 1500 Meter (Halle): 3:51,56 min, 5. März 2022 in Istanbul
- 3000 m Hindernis: 8:44,57 min, 11. Mai 2024 in Karlsruhe